# Народно читалище „Светлина – 1928“ (Неговановци)
Вижте пояснителната страница за други значения на Народно читалище „Светлина“.
Народно читалище „Светлина – 1928“ в село Неговановци, община Ново село, област Видин е основано през 1928 г. Провежда културно-масова, художествено-творческа и библиотечна дейност.

## История
На учредителното събрание присъстват 12 души – почти всички учители от основното училище и някои съселяни. Избрани са в Управителния съвет:
- Христо Петров Тошев – председател на читалището, роден на 10 декември 1902 г. в Лом, завършил Ломското педагогическо училище, учител в Неговановци от 1925 г.
- Райна Борисова Станкова – родена на 14 декември 1900 г. в Берковица, учителка в селото от 1 септември 1923 г.
- Севда Христова Тошева – родена на 30 март 1905 г. във Видбол, учителка в селото от 15 септември 1927 г.
- Перка Николова Бояджиева – библиотекарка на читалището, родена на 6 февруари 1901 г. във Войница, учителка в селото в 1 октомври 1928 г.
- Флоро Георгиев Чортанов (поп Чортан) – роден през 1894 г., свещеник на селото от 1923 до 1959 г. Дава идеята за построяване на нова черква на мястото на дървения параклис. С помощта на Видинската митрополия завършва строежа на „Света Троица“ през 1939 г.

На читалището е дадено името „Светлина“, което носи и днес. На същото събрание е приет устав, който действа до 1950 г., когато е заменен с нов. Книжният фонд на библиотеката наброява 10 тома.
Година–две по-късно в селото учителстват Златко Стоянов Любенов, Евдокия Златкова Стоянова, Борис Станков Цеков, които развиват активна читалищна дейност. Първите читалищни дейци изнасят лекции и беседи пред селяните как да обработват земите, за да получат по-високи добиви от нея. Лекторки изнасят беседи пред майките и родилките как да възпитават децата си и да ги предпазват от болести, да се откажат от вредни бабини обреди и да насочат децата да посещават училището. Но най-важната дейност на читалището е просветителската. Читалищни дейци провеждат беседи с цел да научат населението на българско четмо и писмо, тъй като малцина знаят да се подписват и да говорят правилно български език. Жителите на Неговановци са предимно власи и разговарят на влашки диалект. Членовете на читалището раздават българска художествена литература, организират рецитали и вечеринки, в певческите групи разучават светски песни, различни от песните, които пеят в час по богословие.
След построяване на училището през 1938 г. в учителската стая са изложени книгите на библиотеката, които вече са 30. Вечер се събират младежи от селото и читалищни членове, обсъждат провеждане на мероприятия, театрални представления, сказки, вечеринки и концерти на певческата и танцовата група.
В периода от 1941 до 1944 г., поради жестокото преследване на прогресивните дейци на читалището, не съществуват архивни материали.
След 9 септември 1944 г. по данни от отчетния доклад на училището (в Държавен архив – Видин) в Управителния съвет на читалището са избрани: Златко Стоянов Любенов – председател, Мария Д. Петрова – библиотекарка, членовете Евдокия Любенова, Стефан Нейчев, Перка Н. Бояджиева, Ганка Н. Бучуковска, Марин М. Цеков, Марин Д. Иванов и др.
Освен с просветителска дейност членовете на читалището събират подаръци и лекарства, месят козунаци, плетат ръкавици и чорапи и ги пращат на бойците от Първа българска армия по случай 1 май – Международния ден на труда. Читалището прави няколко мероприятия за борба с маларията и за събирането на празни гилзи (крайно необходими за военната промишленост). В училището правят трапезария, където се хранят най-бедните ученици, а учителите дават дежурства за спазване на реда.
През онези години читалището разполага с помещение, което според архивните документи е обзаведено с 33 стола, маса и шкаф за книги. Библиотеката разполага вече с 50 книги, 8 от които на политическа тематика, както и няколко брошури. Читалището наброява 60 членове. По-активни читалищни дейци са: Марин П. Пеков, Марин Д. Иванов, Флоро Д. Лападатов, Ангел Г. Младенов, Флоро Д. Динов, Руско Александров, Георги Деков.
През 1947 г. са избрани: в читалищното ръководство – Никола Н. Младенов (председател), Косто М. Димитров (подпредседател), Яни И. Иванов (касиер-библиотекар), Димитър П. Найденов (домакин), Флоро Н. Недялков (член), Йосиф П. Спасов (подгласник); в контролната комисия: Кирил М. Младенов, Руско Александров, Ангел Н. Калотов, Флоро П. Исаев.
В следващите години до 1954 г., а и след това, активни читалищни дейци, влизащи в Управителния съвет са: Марин Павлов Маринов, Вениамин Цветанов Радов, Аристотел Маринов Димитров, Марин Василев Петров, Герасим Ангелов Некитов, Иван Николов Николов, поп Флоро Чортанов, Петър Ангелов Георгиев, Димитър Георгиев Иванов, Еленка Георгиева Минчева, Кирил Маринов Минчев, Славка Сурдулова, Андрей Николов, Цветко Цветков, Захина Крумова, Димитър Русинов, Неофит Николов, Кирил Вълов, Дарина Янева.
Първите години на социалистическа България по времето на масовизацията в ТКЗС, под ръководството на народния учител Яни Иванов Иванов, читалището започва да функционира като средище за масови изяви на населението на Неговановци. Читалищни членове организират курсове за ограмотяване на населението, изнасят беседи по международнота и вътрешнота положение на страната. Целогодишно издават стенлистове и вестник „Неговановски стършел“, редактиран от Яни Иванов. През жътвената и вършитбената кампания уреждат агитпунктове с книги от библиотеката.
През онези години са поставени основите на масовата художествена дейност. Според архивните материали през 1954 г. театралната група на читалището наброява 12 души. Групата има 8 спектакъла, изнесени в съседни села: Борисово, Винарово, Гомотарци, Гъмзово, Флорентин, Ясен. Изяви на сцената на Видинския панаир през 1951 г. има и танцовият състав. Лекторската група наброява 12 членве, изнася 6 лекции, издава 2 стенвестника и 3 агиттабла, създава 25 лозунга за същата 1954 г.
През 1955 г. книжният фонд на библиотеката наброявала 378 книги, от които 258 прочитни, 52 с политическа тематика, 30 с детска, 26 с агротехническа, 6 с естрада. През 1962 г. библиотеката вече разполага с над 1000 книги.
Художествената самодейност носи много успехи през 1969 г. в Белоградчик 1-во място, както и през 1972 г. в републиканско първенство в Ямбол с ръководител Савина Маринова, учител в селото.
Принос в читалищната дейност имат и Владо Николов, Неофит Николов, Борис Иванов, Евлогия Павлова, Пейчо Флоров, Людмила Станчева, Пламенка Станчева, Величко Минчев, Валери Калинашев, Емилия Дикова.
От октомври 1973 г. до 2016 г. като секретар-библиотекар в читалището работи Пламенка Георгиева Станчева. През тези години едновременно с библиотечната дейност постига високи успехи и в художествено-творческата. Ръководи много танцови групи от различни възрасти, носители на множество награди – медали, грамоти, дипломи, купи, плакети и др. Изявите са във Видин, Белоградчик, Димово, Чупрене, Рожен, Рибарица, Копривщица, Смолян, Габрово, София, както и Тимишоара и Крайова в Румъния.
Към Читалището работят и други групи през този период.
- Певческа група, дълги години ръководена от Виолета Асенова, включвала около 20 жени;
- Духова музика, ръководена от доайена Калоян Петров (тромпет) и по-късно от Янко Станков Кирилов. Музиканти са Каравел Петров – Пило (тромпет), Божко Леонтинов (флигорна), Емил Станчев (тромпет), Красимир Станков – Милчо (кларинет), Каравел Иванов (тромпет), Дионис Павлов – Низ (тъпан), Виктор Крумов (барабан), Костадин Станков (барабан), Петър Александров – Пешо (баритон), Методи Костадинов – Варадин (баритон), Захари Маринов (баритон), Ромил Русков (баритон). Всяка неделя весели населението на Неговановци с кръшни хора на мегдана.
- Фолклорен танцов състав, ръководен от Лиляна Минчева. Участва в Първия национален фолклорен събор ”Копривщица-1981 г.“, където извоюва златен медал за автентични местни, влашки хора и красива автентична носия. Музиканти са Йон Николов (дядо Йончо) и Красимир Станков – Милчо (кавал и кларинет), както и Юри Любомиров – Джими и Валери Флоров – Пури (тъпан).

Със средства от Министерството на културата и с помощта на кмета Ячо Маринов, както и на населението на селото започва строежът на читалищната сграда през 1979 – 1980 г. и завършва през 1982 г. Днес в нея се помещават кметството и читалището.
Години по-късно благодарение на проект ”Глобални библиотеки България“ на Министерството на културата през 2009 г. в читалището е създаден информационен център с компютри, принтер и мултимедия. Целта на проекта е библиотеката да се превърне в търсен информационен център, който да улесни населението в търсене на информация, както и да модернизира и приобщи обществото към новите технологии. Със сигурност читалището ще се променя и тези промени ще са свързани с нуждите на ползвателите му. Затова и читалищните работници ще продължат да стимулират грамотността за всички етноси в различните възрастови групи от населението, ще откликва на потребностите и търсенията им.
От 2011 г. в библиотеката и читалището работи Мариана Димитрова, ръководител на Детския фолклорен танцов състав „Негованче“ и Фолклорен танцов състав „Влаинките“, които активно участват в мероприятия за съхраняване и популяризиране на местния фолклор. В репертоара си изпълняват танци, играни някога на мегдана по различни поводи – на неделното хоро, на сватби и празници.
Към момента библиотечният фонд наброява 8000 тома.

## Прояви
Празник на носията

## Събития
- Събор на селото в деня на Свети дух
- Коледно-новогодишни тържества
- Празник на носията
- Трифон Зарезан
- Великденско хоро
- Лазаровден